# شهر زیرزمینی کرد علیا
شهر زیرزمینی کرد علیا مربوط به دوره اشکانیان است که در زیر روستای کرد علیا از توابع بخش کرون شهرستان تیران و کرون استان اصفهان واقع شده‌است. این شهر زیرزمینی در سال ۱۳۹۵ کشف شده‌است. کاربری این مکان نظامی امنیتی بوده‌است و در عمق هجده متری از سطح زمین بنا شده‌است. این شهر زیر زمینی در زیر هشتاد خانه روستایی قرار دارد و تخمین زده می‌شود مساحتی در حدود ۲۰ هزار متر مربع داشته باشد.